# روبن دیاز سینیر
روبن دیاز سینیر ((به انگلیسی: Rubén Díaz Sr)). (زاده ۲۲ آوریل ۱۹۴۳) سیاستمدار پورتوریکویی است که در ایالات متحده زندگی و کار می‌کند و کشیش پنطیکاستی دارای کهنوت است. وی از ژانویه سال ۲۰۱۸ نماینده حوزه ۱۸ در شورای شهر نیویورک است. او به عنوان عضو حزب دموکرات، از سال ۲۰۰۳ تا ۲۰۱۷ نماینده حوزه ۳۲ در سنای ایالتی نیویورک بود. حوزه سنای وی شامل بخش‌هایی از محله‌های کسل هیل، پارکچستر، موریسانیا، هانتس پوینت ، ملروز، لانگ وود و سوندویو در برونکس بود. او که یک دموکرات محافظه کار اجتماعی است، به دلیل مخالفت صریح الهجه خود با سقط جنین و ازدواج همجنس گرایان شناخته شده‌است.

## اوایل زندگی، تحصیلات، خانواده و اوایل شغل
دیاز در سال ۱۹۶۶ مسیحی انجیلی شد. وی در سال ۱۹۷۶ با دریافت مدرک لیسانس از کالج هربرت اچ. لمن فارغ‌التحصیل شد. دیاز در سال ۱۹۷۷ یک مرکز سالمندان، جامعه مسیحی در عمل تشکیل داد. در سال ۱۹۷۸، وی به عنوان کشیش کاهن کلیسای خدا تبدیل شد، که خود را انجیلی و پنطیکاستالی توصیف می‌کند. دیاز کلیسای محله جامعه مسیحیان را تشکیل داد. از سال ۲۰۱۷، او کشیش آن کلیسا است.
دیاز و همسر اولش دیدیونیلدا دیاز (وگا) سه فرزند دارند. یکی از پسران آنها، روبن داز جونیور، نیز یک سیاستمدار است و در آوریل ۲۰۰۹ به عنوان رئیس بخش برانکس انتخاب شد. از سال ۲۰۱۵، داز با لسلی دیاز ازدواج کرده‌است.